# خديجة سلطان أباد (سلطان أباد)
خديجة سلطان أباد (بالفارسية: خدیجه) هي منطقة سكنية تقع في إيران في قسم سلطان أباد الريفي.